# Eines Menschen Flügel
Eines Menschen Flügel ist ein Roman von Andreas Eschbach aus dem Jahr 2020. Darin beschreibt er in einer undefinierten Zukunft das Leben genmodifizierter Menschen auf einem anderen Planeten, der den restlichen Bewohnern des Alls als unbewohnt gilt. Die Bewohner des Planeten leben auf einem vorindustriellen Niveau und wissen wiederum nichts von Leben außerhalb des Planeten. Der Roman spielt im selben Universum wie die früheren Romane von Eschbach Die Haarteppichknüpfer und Quest.

## Handlung
Vor mehr als 1000 Jahren flüchtete eine Handvoll Wissenschaftler auf einen unerforschten, scheinbar idyllischen Planeten. Jedoch hat der Planet auch eine Schattenseite: den Margor, eine rätselhafte Lebensform, die unsichtbar den größten Teil des Bodens bedeckt und eine tödliche Gefahr für jedes tierische Lebewesen darstellt, das ihn berührt. Nur an wenigen Stellen, etwa an Hängen, auf Gestein und in unmittelbarer Nähe von fließendem Wasser ist es sicher, den Boden zu betreten. Bevor die Wissenschaftler, auch Ahnen genannt, Nachkommen in die Welt setzten, griffen sie daher gentechnisch in ihr Erbgut ein und gaben ihren Kindern Flügel. Nun leben ihre Nachkommen in Nestern auf den reichlich vorhandenen Riesenbäumen. Um sie vor der Heimatwelt zu schützen, haben die Ahnen ihnen die Technologie vorenthalten. So führen die Menschen seit über 1000 Jahren ein friedliches Leben als Jäger, Sammler und Gartenbauer. Die Regeln zum gesellschaftlichen Zusammenleben sind in den sogenannten Großen Büchern niedergeschrieben, die die Ahnen ihnen hinterlassen haben. Darin finden sich auch Anweisungen zum Erhalt der genetischen Vielfalt, grundlegendes mathematisches, kaufmännisches und medizinisches Wissen, aber auch Erzählungen, Gedichte und Lieder.
Der junge Owen träumt von den Sternen, die zwar aus den alten Erzählungen bekannt sind, die man aber nicht sehen kann, da der Himmel durch eine besondere Atmosphäre ständig durch eine Wolkenschicht verdeckt ist. Nach jahrelanger Vorbereitung schafft er es durch eine besondere Flugtechnik als erster Mensch, den Himmel zu erreichen und schließlich auch zu durchstoßen und die Sterne zu sehen. Jahre danach verbreitet er seine Erfahrungen unter den Leuten, was für einigen Aufruhr sorgt. Das ruft eine geheime Bruderschaft auf den Plan, die es als ihre Aufgabe ansieht, über die Einhaltung der von den Ahnen hinterlassenen Regeln zu wachen. Sie schafft es auf subtile Weise, Zweifel unter den Menschen zu säen. Der nun schon erwachsene Owen will es ein zweites Mal schaffen und den Leuten beweisen, dass er nicht gelogen hat, stürzt dabei aber in den Tod.
Sein Sohn Oris schwört nach seinem Tod, den guten Namen seines Vaters wieder reinzuwaschen, und macht sich auf die Suche nach der Bruderschaft. Dabei erfährt er viel über seine Vorfahren und leitet eine Kette umstürzender Ereignisse ein.

## Aufbau der Welt
Die Geschichte spielt auf einem Planeten, der bei den Bewohnern des restlichen Universums als unbewohnbarer Gasplanet gilt. Für die meiste Zeit der Geschichte weiß das außerhalb des Planeten regierende Imperium nichts von der Existenz der Menschen mit Flügeln, so wie diese nichts vom Imperium wissen.

### Planet
Der Planet ist verhältnismäßig klein und weist eine geringere Gravitation auf als andere bewohnte Planeten. Er besitzt eine sogenannte Trennschichtatmosphäre, bei der die äußere Schicht aus einem schweren, von der Gravitation am Ort gehaltenen Gas besteht, während die oberflächennahe Schicht vorwiegend mit Stickstoff und Sauerstoff gefüllt ist. An der Grenzfläche liegt eine undurchsichtige Wolkendecke, die gedämpft das Licht des Zentralgestirns (großes Licht des Tages) sowie eines Mondes (kleines Licht der Nacht) durchlässt. Diese Gegebenheiten sowie die vorhandenen Meere und Kontinente schaffen ein erdähnliches Klima und ermöglichen eine reichhaltige Flora und Fauna. Weite Teile des Bodens sind jedoch vom Margor bedeckt, einer unsichtbaren Lebensform, die bei Kontakt nach einem unbekannten Muster für tierische Lebensformen oft tödlich ist.

### Menschen
Die Menschen des Planeten haben Flügel mit Federn, Ausnahmen davon gelten als Fehlbildung und kommen selten vor. Primär lassen sich drei Gruppen von Menschen unterscheiden:
- Nestler sind sesshafte Menschen. Sie leben im Verbund auf Nestbäumen mit festen Behausungen und Abläufen. Die Bewohner der Nester ergeben sich aus genetischen Linien (Stämme) und zwischen ihnen herrscht reger Austausch sowohl im Sinne von Handel und Kultur als auch zum Erhalt genetischer Vielfalt.
- Nestlose sind Menschen, die aus einem Nest verbannt wurden oder sich freiwillig daraus zurückgezogen haben. Sie fliegen meist in größeren Verbänden von einem Ort zum anderen, wenige wählen auch ein Leben als Einsiedler.
- Die Bruderschaft ist eine geheime Organisation, die sich verdeckt dafür einsetzt, dass die Regeln der Ahnen eingehalten werden. Die Brüder selbst umgehen dafür manche Regeln.

Die Ahnen waren 15 Wissenschaftler, die im verrückten Zeitalter etwa 1000 Jahre vor der Haupthandlung lebten. Sie entdeckten die Bewohnbarkeit des Planeten, hielten dies jedoch geheim und zogen sich mit gestohlener Ausrüstung und einem großen Raumschiff (Heimstatt) hierher zurück, um eine neue Zivilisation zu schaffen. Dabei griffen sie auf ihr eigenes menschliches Erbgut zurück und modifizierten es mit dem Erbgut der auf dem Planeten heimischen Pfeilfalken, um ihren „Kindern“ Flügel zu geben und sie damit vor dem Margor zu schützen.
Der Aufstieg des Imperiums beendete das verrückte Zeitalter und baute eine durch Unterdrückung gekennzeichnete Hierarchie auf. Das Imperium, welches die allgemein bekannten und bewohnten Welten regiert, gilt den Menschen mit Flügeln als machtgierig und böswillig.

## Erzählstil
Das Buch ist in drei Teile unterteilt, von denen jeder mehrere Kapitel umfasst. Jedes Kapitel wird aus der Sichtweise einer Figur innerhalb der Welt erzählt. Dabei wird jede Erzählperspektive einmalig eingenommen, taucht also nach einem Wechsel im weiteren Handlungsverlauf nicht erneut auf.

## Auszeichnungen (Auswahl)
Gewonnen
- Kurd Laßwitz Preis 2021: Bester deutschsprachiger SF-Roman mit Erstausgabe 2020[1]
- EUROLIT 2021 Buchpreis: Kategorie Belletristik[2]

Nominiert
- SERAPH 2021: Bestes Buch[3]

## Ausgaben
- Hardcover, Bastei Lübbe 2020, ISBN 978-3-7857-2702-7
- E-Book, Bastei Lübbe 2020, ISBN 978-3-7325-9439-9
- Hörbuch (MP3-CD), gelesen von Matthias Koeberlin, Lübbe Audio 2020, ISBN 978-3-7857-8205-7
- Hörbuch (Download), gelesen von Matthias Koeberlin, Lübbe Audio 2020, ISBN 978-3-8387-9539-3
- Taschenbuch, Bastei Lübbe 2021, ISBN 978-3-4042-0976-7